# Taboo (pel·lícula de 1980)
Taboo és una pel·lícula pornogràfica nord-americana de 1980 protagonitzada per Kay Parker. Va ser escrit i produït per Helene Terrie i editat i dirigit per Kirdy Stevens. La pel·lícula és la primera d'una sèrie de 23 episodis fins a la data (de 1980 a 2007).

## Repartiment
- Kay Parker - Barbara Scott
- Dorothy LeMay - Sherry
- Mike Ranger - Paul Scott
- Miko Yani - Noia amb Gina
- Juliet Anderson - Gina
- Tawny Pearl - Diane
- Lee LeMay - Charlie
- Turk Lyon - Chris Scott
- Milton Ingley - Jerry Morgan (com Michael Morrison)
- Holly McCall - Marlene

## Trama
La història d'aquesta pel·lícula comença amb les dificultats vitals d'una dona després de l'abandonament del seu marit. L'esposa de la família Scott, Barbara (Kay Parker), decideix afrontar la vida després de ser abandonada pel seu marit Chris i el pare del seu fill Paul (Mike Ranger), començant a buscar feina sense molta fortuna. En veure-la trista i sense companyia, la seva amiga Gina (Juliet Anderson) li fa una cita amb una amiga, que la porta a una festa de swingers.
D'altra banda, el seu fill Paul amb la seva xicota Sherry (Dorothy LeMay) mostra una addicció al sexe i la vigília de la cita amb la seva mare, Paul comença a tenir desitjos incestuosos després de veure la seva mare nua.
La cita de la Bàrbara és un fracàs, però les imatges provoquen en ella un desig impensable de luxúria pel seu propi fill Paul. Lamentada i sense saber què fer, la Bàrbara es refugia afectuosament en un vell amic Jerry, que a més de companyia i afecte li va donar feina.
La història mostra que la Bàrbara va aconseguir els seus objectius laborals i emocionals, sense tancar completament el seu capítol de passió entre Paul i ella.

## Recepció
El 1983, la pel·lícula va guanyar un Homer Award de la prestigiosa Video Software Dealers Association en la categoria de Millor cinta per a adults (un premi inaugural per a pel·lícules amb classificació X). El reconeixement va ser considerat per molts com un punt d'inflexió en l'acceptació de l'entreteniment per a adults per part de la indústria del vídeo convencional. Al lloc web Adams Underground es va elogiar l'actuació de Kay Parker ("(Parker)... embolcalla el paper de Barbara amb una suau boira sensual d'atractiu femení sofisticat que tempta amb una passió tangible que s'agita en el fons d'aquest magnífic si") i les imatges de la pel·lícula. Però va criticar la representació poc realista de l'incest, el final de la pel·lícula i diversos aspectes tècnics de la pel·lícula, inclosa l'edició i el so. Concloent: "Per acabar, tots els defectes de Taboo no són res més que un boo-boo ràpidament oblidat que Barbara besa dolçament amb una càlida tendresa que et deixa records inesborrables i agradables". Roger Feelbert de Pornonomy una qualificació B+, afirmant: "En general, Taboo va tenir un bon ritme i va actuar i, tot i que personalment crec que podria haver-se beneficiat d'un to lleugerament més fosc (alguna cosa semblant a les 3 de la matinada), com a entitat pròpia és digne del lloc que ocupa a la història del porno." Roger T. Pipe de Rogreviews va donar a la pel·lícula 11 de 12 estrelles i va dir sobre "Taboo": "No crec que ningú ho recollirà esperant un impermeable modern. Si ho estaves buscant, mira a un altre lloc. Les escenes de sexe són curtes, més suaus del que estem acostumats i simplement no estan a l'altura del que tenim en aquests dies. Aquesta és la part negativa, és clar. Per la part bona, podem veure un clàssic".
Steve Pulaski de Steve The Movie Man va qualificar la pel·lícula com una "fita en el porno... que podria ser considerada una primerenca pel·lícula porno de llargmetratge nord-americana centrada en un fetitxe, en aquest cas, l'incest mare/fill." També ha assenyalat que "Taboo" va ser escrita per una dona i, en el seu nucli, la pel·lícula tracta sobre com es tracten les dones a la nostra societat: "La pel·lícula, en el seu nucli, mostra com una dona és rebutjada de tot, de la societat, dels empresaris, dels i fins i tot el seu marit per presumptament no ser prou bo, i la primera vegada que finalment fa alguna cosa que vol, està superada per la culpa i la vergonya. Qui hauria pensat que una pel·lícula pornogràfica s'endinsaria mai tant (metafòricament parlant)?"